# Hiroshi Matsuyama
Pour les articles homonymes, voir Matsuyama.
Hiroshi Matsuyama (松山洋), né le 23 novembre 1970, est un réalisateur d'anime, compositeur et producteur de jeux vidéo japonais. Il est président du studio de développement de jeux vidéo CyberConnect2, qui travaille notamment sur les franchises Naruto et .hack. 